# María Teresa Campos
Maria Teresa Campos Luque (Tétouan, 18 giugno 1941 – Madrid, 5 settembre 2023) è stata una giornalista, conduttrice televisiva e conduttrice radiofonica spagnola.

## Biografia
Studiò filosofia presso l'università di Malaga. Divenne nota per la conduzione di numerose trasmissioni radiofoniche e televisive. 
Maria Teresa Campos è morta durante un ricovero nel 2023, per insufficienza respiratoria.
Vedova dal 1981 (in seguito al suicidio del marito), era madre di due figlie e nonna di tre nipoti.

## Opere
- Como librarse de los hijos antes de que sea demasiado tarde (Humor - Ed. Temas de hoy – 1993)
- Qué hombres (Humor - Ed. Temas de hoy – 1994)
- Agobios nos da la vida (Humor - Ed. Temas de hoy – 1997)
- Mis dos vidas (Memorias - Ed. Planeta – 2004)

## Premi
- Premio Ondas 1980
- Antena de Oro 1994
- Premio Ondas 2003
- TP de Oro 2004
- Medalla de Oro de la Junta de Andalucía
- Premio Clara Campoamor 2007

## Televisione
- Buenas noches (TVE)
- Estudio directo (TVE)
- Viva la tarde (TVE)
- Diario de sesiones (TVE)
- Por la mañana (TVE)
- A mi manera (TVE)
- Ésta es su casa (TVE)
- Pasa la vida (TVE)
- Telepasión (TVE)
- Perdóname (TVE)
- Tardes con Teresa (TVE)
- Día a día (Tele 5)
- Cruce de caminos (Tele 5)
- Buenas Tardes (Tele 5)
- Tú dirás (Tele 5)
- Cada día (Antena 3)
- Lo que inTeresa (Antena 3)
- Especial Rocío Jurado (Antena 3)
- El laberinto de la memoria (Telecinco)
- La mirada crítica (Telecinco)
- Paquirri: 25 años de leyenda (Telecinco)
- Rocío Dúrcal: más bonita todavía (Telecinco)
- VHS  (Telecinco)
- ¡Qué tiempo tan feliz! (Telecinco)